# Sliedrechtse Biesbosch
De Sliedrechtse Biesbosch is een natuurgebied in Zuid-Holland en vormt het meest noordelijk gelegen deel van het Nationaal Park De Biesbosch. Het wordt begrensd door de Beneden-Merwede in het noorden, de Nieuwe Merwede in het zuiden, het Wantij in het westen en de Boven-Merwede in het oosten.
Sinds de afsluiting van het Haringvliet (waardoor er een einde kwam aan de voorheen significante getijdenverschillen in de Biesbosch) is de Sliedrechtse Biesbosch het enige deel van de Biesbosch dat nog steeds een relatief groot getijdenverschil kent. Aan de oostkant van dit gebiedsdeel bevindt zich een van de laatste intacte systemen van rivierduinen in Nederland. Dit alles maakt de Sliedrechtse Biesbosch een uniek en belangrijk onderdeel van het Nationaal Park.
De Sliedrechtse Biesbosch is vernoemd naar het dorp Sliedrecht dat vroeger (voor de Sint-Elisabethsvloed) gelegen was binnen de latere Sliedrechtse Biesbosch. Bij dezelfde vloed die het ontstaan van de Biesbosch tot gevolg had, is het dorp Sliedrecht verdronken en van de landkaart verdwenen. Overigens hebben de overlevenden van deze ramp het dorp weer herbouwd aan de overkant van de Beneden Merwede: het huidige dorp Sliedrecht.